# Magi i Harry Potter-universet
I serien om Harry Potter skabt af J. K. Rowling, betegnes magi som en naturlig kraft som kan bruges til at tilsidesætte naturens love mens den stadig kan betragtes videnskabeligt. Der optræder mange magiske væsner i serien, såvel som almindelige væsner som udviser magiske egenskaber (såsoms ugler, der bruges til at levere post). Objekter kan også besværges eller gennemsyres med magisk kraft. Den lille procentdel af mennesker som kan udøve magi henvises til som hekse og troldmænd, i modsætning til de ikke-magiske Mugglere. Mugglere ved ikke at der er magi.
I mennesker er magi eller manglen derpå en medfødt egenskab. Det er nedarvet og gives videre som "dominerende, ukuelige gener." Magi er normen i børn af magiske forældre og ses sjældnere hos Mugglere. Der findes dog undtagelser: de som er børn af magiske forældre, men ikke selv har magiske evner, kaldes "fusere", mens en heks eller troldmand født af Muggler-forældre kendes som en "Mugglerfødt", eller ved det nedladende "Mudderblod". Mens Mugglerfødte er ret udbredte, er fusere ekstremt sjældne.

## Magiske evner
Det følgende er en liste over specielle evner som en troldmand eller heks i Harry Potter-universet kan have.

### Animagus-forvandling
En Animagus er en heks eller troldmand som kan forvandle sig til et bestemt dyr når han ønsker det. Denne evne er ikke medfødt: den skal opnås på magisk vis. Alle Animagi skal registreres af en central autoritet; det er ulovligt at opnå denne evne uden at registrere sig, selvom fire ud af de fem Animagi som beskrives i bøgerne (Minerva McGonagall, Rita Rivejern, James Potter, Sirius Black og Peter Pettigrew) enten aldrig har været registreret eller først er blevet det efter deres død (McGonagall er den eneste nævnte registrerede Animagus).
Hver Animagus har en specifik dyreform, og kan ikke transformere sig til noget andet dyr. Dyret kan ikke vælges: det er unikt tilpasset individets personlighed, ligesom Patronusen, og i nogle tilfælde vil Animagusen forvandle sig til det samme dyr som bruges i personens Patronus (som det ses ved McGonagall's bebrillede kattepatronus i Dødsregalierne). På samme måde er en Animagus når den forvandler sig altid det præcis samme dyr (dvs. samme mærker, samme farve osv.). Når en Animagus registreres skal vedkommende opgive alle definerende fysiske træk på deres dyreform så Ministeriet kan identificere den.
I bøgerne lægges eksplicit fokus på forskellen mellem Animagi og varulve. Animagi har fuld kontrol over deres forvandling, og bevarer deres sind hvorimod varulves forvandling sker ufrivilligt og indebærer alvorlige ændringer i personlighed. Efter personen er blevet forvandlet til en varulv kan han ikke længere huske hvem han er; og han kunne dermed dræbe sin bedste ven hvis han kom i nærheden af ham. En varulv svarer kun på kald fra sin egen art. Den eneste måde en varulv kan bevare sin fornuft, intelligens og hukommelse mens han er forvandlet er ved brug af stormhateliksiren.
Rowling gør det også klart i The Tales of Beedle the Bard at en Animagus ikke er det samme som at en troldmand blot bruger magi til at blive et dyr. En Animagus evner, som nævnt ovenfor, at bevare sit eget sind og menneskelige evner såsom fornuft og hukommelse. Enhver anden magisk forvandling ville omvendt føre til at personen fik samme hjerne som det dyr han forvandlede sig til. Dette ville føre til det åbenlyse problem at han ville glemme at han var en troldmand, og ville være ubevidst fanget i denne form i resten af sit liv eller indtil en anden troldmand forvandlede ham tilbage.

### Metamorphmagus
En Metamorphmagus har evnen til at ændre på sit udseende efter forgodtbefindende. De er yderst sjældne; de eneste to Metamorphmagus, der optræder i bøgerne, er Nymphadora Tonks og Teddy Lupus. Nymphadora Tonks vælger at være meget åben omkring sin evne som Metamorphmagus – således skifter hun gerne hårfarve dagligt, typisk til skrigende farver som pink eller lilla, og hun underholder gerne hen over aftensmaden ved at lave sin næse om til et andenæb, en grisetryne og andet.

### Slangehvisker
Slangehvisker er en person, der kan tale med slanger og forstå, hvad de siger.
Denne evne stammer fra af Hogwarts' (en troldmandsskole, der lærer de unge troldmænd og hekse magi og tryllebryg) fire grundlæggere, Godric Gryffindor, Helga Hufflepuff, Rowena Ravenclaw og Salazar Slytherin. Denne evne er gået i arv til Detlev Barsk, Morphin Barsk og Merope Barsk og videre til Romeo Gåde Detlev Junior, der senere blev til Lord Voldemort. Voldemort overførte senere kraften til Harry Potter den nat, hvor han gav Harry et lynformet ar i panden ved at prøve at dræbe ham.

## Sortekunster
Sortekunstner eller Mørkets Kræfter er de besværgelser og andet som bruges til at gøre andre ondt.

### De utilgivelige forbandelser
De utilgivelige forbandelser er fiktive forbandelser der bliver anvendt i Harry Potter-serien.
De utilgivelige forbandelser er strengt forbudt at bruge, og anvendelse af en disse forbandelser, giver en livstidsdom i det frygtede troldmandsfængsel Azkaban.
De tre forbandelser er:
- Avada Kedavra (Dræberbesværgelsen)
- Dolorosoforbandelsen (Torturbesværgelsen)
- Imperiusforbandelsen (Får ofret til at adlyde ens mindste vink)

#### Avada Kedavra
Avada Kedavra også kendt som Dræberbesværgelsen (på engelsk Avada Kedavra (The Killing Curse). Der er ingen magisk forsvar mod denne forbandelse.
Udtale: a-VAH-da ke-DAH-vra (IPA: /ə.'væ.də kə.'dæ.vɹə/) eller A-va-da keh-DAV-ra (IPA: /'æ.və.də kə.'dæ.vɹə/)
Beskrivelse: Denne forbandelse skyder en eksplosion af grønt lys ud fra kasterens tryllestav, der samler sig i en stråle, og rammer den sit mål, er offeret død på stedet, uden at en f.x. læge vil kunne se noget andet end en naturlig død.
Set/Omtalt: Dette er den forbandelse som dræbte Harrys forældre, navnet optræder dog først i Harry Potter og Flammernes Pokal, da den falske Alastor Dunder, demonstrerer den for sin klasse. Senere i bogen bruges Avada Kedavraogså, denne gang af Peter Pettigrew, til at dræbe Cedric Diggory. Det er også med denne forbandelse, at Bellatrix Lestrange dræber Sirius Black i Harry Potter og Fønixordenen og Severus Snape dræber Albus Dumbledore i Harry Potter og Halvblodsprinsen
Etymologi: Avada Kedavra er taget fra den aramæiske frase Avra Kehdabra, hvilket betyder jeg vil skabe mens jeg taler. J. K. Rowling har dog kombineret dette med det latinske Cadavra som betyder døde kroppe eller lig. Disse to skaber kombineret Avada Kedavra, som betyder jeg vil skabe døde kroppe mens jeg taler.
- Voldemort og hans dødsgardister bruger denne forbandelse til at dræbe deres modstandere med.

- Harry Potter er den eneste person som har overlevet denne forbandelse. På grund af dette bliver han kaldet for ” Drengen som overlevede” (The boy who lived). Det var Voldemort som kastede forbandelsen mod Harry, og dette ødelagde Voldemorts krop. Forbandelsen gav Harry hans berømte ar.

Måder på at forhindre Avada Kedavra:
- Horcruxer: Denne er en meget, meget Mørk Magi og kan kun ske ved at personen har dræbt en anden.

- Kærlighed: en meget lys kraft.

##### Kendte ofre for Avada Kedavra
| Offer                | Kaster                                         | Notater |
| -------------------- | ---------------------------------------------- | --- |
| Tom Gåde             | Romeo Gåde Detlev Jr (teenager)                | Romeo Gåde Detlev Jr's far, Hans død blev brugt til at skabe en ring-horcrux (Harry Potter og Halvblodsprinsen)                                          |
| Mary Gåde            | Romeo Gåde Detlev Jr (teenager)                | Romeo Gåde Detlev Jr's farmor (Harry Potter og Halvblodsprinsen)                                                                                         |
| Thomas Gåde          | Romeo Gåde Detlev Jr (teenager)                | Romeo Gåde Detlev Jr farfar (Harry Potter og Halvblodsprinsen)                                                                                           |
| James Potter         | Lord Voldemort                                 | Myrdet i Godricdalen, da han forsøgte at rede sin hustru og barn                                                                                         |
| Lily Potter          | Lord Voldemort                                 | Myrdet i Godricdalen, da hun forsøgte at beskytte hendes søn, Harry Potter                                                                               |
| Harry Potter         | Lord Voldemort                                 | Forbandelsen mislykkedes, og Harry Potter, er det eneste kendte offer, som har overlevet denne forbandelse. (Harry Potter og De Vises Sten)              |
| Lord Voldemort       | Lord Voldemort                                 | Forbandelsen mislykkedes, da han forsøgte at dræbe Harry Potter, og han overlevede takket være sine horcruxer                                            |
| Rufus Scrimgeour     | Lord Voldemort                                 | Dræbt efter at være blevet tortureret til at give oplysninger om Harrys opholdsted. (Harry Potter og Dødsregalierne)                                     |
| Bertha Jorkins       | Lord Voldemort                                 | Tilfangetaget og tortureret for vigtige informationer, og hendes død blev brugt til at skabe Nagini om til en horcrux (Harry Potter og Flammernes Pokal) |
| Frank Bryce          | Lord Voldemort                                 | Opdaget af slangen Nagini mens han lytter ved døren (Harry Potter og Flammernes Pokal)                                                                   |
| Bartemius Ferm Sr    | Barty Ferm Jr                                  | Fordi han genkendte sin søn, på trods af hans forklædning med Polyjuice-eliksiren (Harry Potter og Flammernes Pokal)                                     |
| Cedric Diggory       | Peter Pettigrew                                | Efter ordre fra Voldemort, og med Voldemorts tryllestav.(Harry Potter og Flammernes Pokal)                                                               |
| Sirius Black         | Bellatrix Lestrange                            | I filmen bruger hun Avada Kedavra, i bogen bruger hun en lammerbesværgelse, under kampen i ministeriet for magi (Harry Potter og Fønixordenen.)          |
| Albus Dumbledore     | Severus Snape                                  | Efter aftale med Snape, på Dumbledores kontor.(Harry Potter og Halvblodsprinsen)                                                                         |
| Gibbon               | Thorfinn Rowle                                 | Begge er Dødsgardister. Det kan muligvis være sket ved et uheld.(Harry Potter og Halvblodsprinsen)                                                       |
| Charity Burbage      | Lord Voldemort                                 | Tortureret, dræbt og givet til Nagini som foder.(Harry Potter og Dødsregalierne)                                                                         |
| Hedvig (Harrys ugle) | dødsgardist det kan muglivis være Stan Stabejs | Under kampen, da de skal flytte Harry fra familien Dursley hjem. (Harry Potter og Dødsregalierne)                                                        |
| Skrækøje Dunder      | Lord Voldemort                                 | Under kampen, da de skal flytte Harry fra familien Dursley hjem. (Harry Potter og Dødsregalierne)                                                        |
| Gregorovitch         | Lord Voldemort                                 | Under Voldemorts jagt på Oldstaven (Harry Potter og Dødsregalierne)                                                                                      |
| Gellert Grindelwald  | Lord Voldemort                                 | Under Voldemorts jagt på Oldstaven. blev dræbt da han nægtede at give oplysninger om Harrys opholdsted (Harry Potter og Dødsregalierne)                  |
| Harry Potter         | Lord Voldemort                                 | Voldemort bruger forbandelsen mod Harry, dog dræber den ikke Harry, men derimod den Horcrux, som findes i Harry.(Harry Potter og Dødsregalierne)         |
| Lord Voldemort       | Lord Voldemort                                 | Voldemorts forbandelse rammer ham selv, under den sidste og afgørende kamp. (Harry Potter og Dødsregalierne)                                             |

#### Doloroso-forbandelsen
Doloroso-forbandelsen også kendt som  Torturbesværgelsen (på engelsk Crucio (The Cruciatus Curse)) denne forbandelse får offeret til at opleve ulidelig smerte, og den kræver en tryllestav for at den kan udføres. Nogle af ofrene for denne forbandelse er blevet drevet til vanvid af den.

##### Kendte ofre for Doloroso-forbandelsen
| Offer                        | Kaster                                                     | Notater |
| ---------------------------- | ---------------------------------------------------------- | --- |
| Aberforth Dumbledore         | Gellert Grindelwald                                        | da han brokkede sig over Grindelwald og Albus Dumbledores venskab (Harry Potter og Dødsregalierne).                                                                   |
| Frank Longbottom             | Bellatrix Lestrange, Rodolphus Lestrange, og Barty Ferm Jr | Tortureret til vanvid, og indlagt på Sankt Mungos Hospital (Harry Potter og Flammernes Pokal)                                                                         |
| Alice Longbottom             | Bellatrix Lestrange, Rodolphus Lestrange, og Barty Ferm Jr | Tortureret til vanvid, og indlagt på Sankt Mungos Hospital (Harry Potter og Flammernes Pokal)                                                                         |
| Bertha Jorkins               | Lord Voldemort                                             | for information om Turnering i Magisk Trekamp.(Harry Potter og Flammernes Pokal)                                                                                      |
| Peter Pettigrew              | Lord Voldemort                                             | Som straf for at lade Bartemius Ferm Sr flygte.(Harry Potter og Flammernes Pokal)                                                                                     |
| Cedric Diggory               | Viktor Krum (Imperius Forbandelsen af Barty Ferm Jr)       | under Turnering i Magisk Trekamp.(Harry Potter og Flammernes Pokal)                                                                                                   |
| Harry Potter                 | Lord Voldemort                                             | På kirkegården, under kampen imellem Potter og Voldemort; to gange .(Harry Potter og Flammernes Pokal)                                                                |
| Avery                        | Lord Voldemort                                             | På kirkegården.(Harry Potter og Flammernes Pokal) |
| Neville Longbottom           | Bellatrix Lestrange                                        | I ministeriet for magi, for at få Harry til at aflevere profetien.(Harry Potter og Fønixordenen.)                                                                     |
| Bellatrix Lestrange          | Harry Potter                                               | Som hævn for at hun dræbte Sirius Black; Forbandelsen effekt var svag, og hun sagde ”Du skal mene det”.(Harry Potter og Fønixordenen.)                                |
| Harry Potter                 | Amycus Carrow, dødsgardist                                 | Da Harry prøver at fange Snape.(Harry Potter og Halvblodsprinsen) |
| Ollivander                   | Lord Voldemort                                             | Under Voldemorts jagt på Oldstaven. (Harry Potter og Dødsregalierne)                                                                                                  |
| Andromeda Tonks og Ted Tonks | Dødsgardister                                              | Tortureret for at få oplysninger om Harrys opholdsted.(Harry Potter og Dødsregalierne)                                                                                |
| Rufus Scrimgeour             | Lord Voldemort                                             | Tortureret for at få oplysninger om Harrys opholdsted, og derefter dræbt. (Harry Potter og Dødsregalierne)                                                            |
| Neville Longbottom           | Under undervisningen i forsvar mod mørkets krafter         | Neville nævner flere steder, at de er blevet undervist i forbandelsen og at forbandelsen er blevet brugt som straf af Amycus Carrow. (Harry Potter og Dødsregalierne) |
| Hermione Granger             | Bellatrix Lestrange                                        | For informationer om hvordan de tre venner fik Godric Griffyndor's sværd.(Harry Potter og Dødsregalierne)                                                             |
| Amycus Carrow                | Harry Potter                                               | I Ravenclaws opholdsstue, fordi at Amycus spyttede på Professor McGonagall.(Harry Potter og Dødsregalierne)                                                           |
| Harry Potter                 | Lord Voldemort                                             | Flere gange efter at Voldemort troede han havde dræbt Harry Potter (Harry Potter og Dødsregalierne)                                                                   |

#### Imperius-forbandelsen
Imperius-forbandelsen (på engelsk: Imperio (The Imperius Curse)) Denne forbandelse får ofret i en trance lignende tilstand, eller i en drømme lignende tilstand, og personen som har kastet forbandelsen, få kontrollen over ofret, og derved bliver ofrets handlinger styret af kasteren af forbandelsen.

##### Kendte ofre for Imperius Forbandelsen
| Offer                                 | Kaster                                         | Notater |
| ------------------------------------- | ---------------------------------------------- | --- |
| Harry Potter og hans klassekammerater | Barty Ferm Jr, (som Alastor "Skrækøje" Dunder) | Under undervisningen i Forsvar mod Mørkets Kræfter. (Harry Potter og Flammernes Pokal)                                                                                |
| Viktor Krum                           | Barty Ferm Jr, (som Alastor "Skrækøje" Dunder) | under Turnering i Magisk Trekamp. (Harry Potter og Flammernes Pokal)                                                                                                  |
| Barty Ferm Jr                         | Bartemius Ferm Sr                              | Hold under forbandelsen efter han var blevet redet fra Azkaban.(Harry Potter og Flammernes Pokal)                                                                     |
| Bartemius Ferm Sr                     | Lord Voldemort                                 | under forbandelsen efter Voldemort og Peter Pettigrew tog Ferm huset og fandt Barty Ferm Jr (Harry Potter og Flammernes Pokal)                                        |
| Alastor "Skrækøje" Dunder             | Barty Ferm Jr                                  | Holdt under forbandelsen og i en magisk kiste, for brug til Polyjuice-eliksiren.(Harry Potter og Flammernes Pokal)                                                    |
| En Edderkop                           | Barty Ferm Jr, (som Alastor "Skrækøje" Dunder) | Under undervisningen i Forsvar mod Mørkets Kræfter. (Harry Potter og Flammernes Pokal)                                                                                |
| Harry Potter                          | Lord Voldemort                                 | På kirkegården, men Harry modstod den (Harry Potter og Flammernes Pokal)                                                                                              |
| Broderick Bode                        | Lucius Malfoy                                  | Sendt for at stjæle profetien, men blev fanget (Harry Potter og Fønixordenen.)                                                                                        |
| Sturgis Podmore                       | Lucius Malfoy                                  | Sendt for at stjæle profetien, men blev fanget (Harry Potter og Fønixordenen.)                                                                                        |
| Madam Rosmerta                        | Draco Malfoy                                   | For at hjælpe Draco med at smugle en forbandet halskæde og en forgiftet vin ind på Hogwarts - i hans forsøg på at dræbe Dumbledore.(Harry Potter og Halvblodsprinsen) |
| Katie Bell                            | Madam Rosmerta (under Imperius Forbandelsen)   | smugle en forbandet halskæde ind på Hogwarts - Dracos forsøg på at dræbe Dumbledore.(Harry Potter og Halvblodsprinsen)                                                |
| Herbert Chorley                       | ukendt                                         | et forsøg op at spionere på Muggler Minister igennem hans Junior Minister. Rufus Scrimgeour (Harry Potter og Halvblodsprinsen)                                        |
| Pius Thicknesse                       | Yaxley                                         | Så Dødsgardisterne kan styre Ministeriet for Magi. (Harry Potter og Dødsregalierne)                                                                                   |
| Travers Dødsgardist                   | Harry Potter                                   | for at forhindrer at han afslører deres plan om at bryde ind i Gringotts.(Harry Potter og Dødsregalierne)                                                             |
| Bogrod                                | Harry Potter                                   | (flere gange) For at hjælpe dem med deres indbrud i Gringotts.(Harry Potter og Dødsregalierne)                                                                        |
| Amycus Carrow                         | Minerva McGonagall                             | For at få han til at overgive hans og hans søsters tryllestave.(Harry Potter og Dødsregalierne)                                                                       |

### Mørkets Tegn
Mørkets Tegn er symbolet på Lord Voldemort og dødsgardisterne. Det ligner et kranie med en slange som kommer ud af munden i stedet for en tunge. Som besværgelse (Morsmordre) kastes det af en dødsgardist når han eller hun lige har myrdet nogen. Det optræder første gang i Harry Potter og Flammernes Pokal og beskrives som et "kolossalt kranie bestående af noget der lignede smaragdstjerner, med en slange som ragede frem fra dets mund som en tunge."  I filmversionen af Harry Potter og Halvblodsprinsen ser det Mørkets Tegn som fremmanes over astronomitårnet anderledes ud end det som ses i Flammernes Pokal, da det lader til at være gråt og omgives af røg.
Mørkets Tegn er også brandemærket på venstre underarm hos Voldemorts nærmeste støtter. Tegnet tjener som en forbindelse mellem Voldemort og enhver som bærer det, og han kan tilkalde dem ved at berøre sit tegn hvilket får det, samt hans følgeres tegn, til at brænde og skifte farve. Dødsgardister kan ligeledes bruge det til at tilkalde Voldemort.
Efter Voldemorts endelige nederlag svandt dødsgardisternes tegn ind til ar som "lignede" Harrys.

### Inferi
Inferi er døde mennesker, der er gjort levende. De bliver skabt af mørke troldmænd eller hekse. Voldemort havde succes med at skabe dem. Grindelwald vil skabe Inferi, men det går Dumbledore ikke med til. I Harry Potter og Halvblodsprinsen møder Harry en stor gruppe inferi, da han falder i søen med horcrux.

## Besværgelser
Besværgelserne er fiktive besværgelser der bliver anvendt i Harry Potter-serien.

### Accelerando
Udtale: Ak-se-le-ran-do
Beskrivelse: Forstørrelsesbesværgelse
Set/Omtalt: Set første gang i Harry Potter og Flammernes Pokal, Hvor Professor Skrækøje Dunder bruger Accelerando til at forstørre en edderkop
Etymologi: ukendt

### Accio
Udtale: Forskellige tolkninger er blevet lavet:
['ɑksio] – (lydbog)
['ɑkkio] – Latin (film, spil)
['æsio]
[atjoo]
Beskrivelse: Man trækker en ting imod sig selv
Set/Omtalt: Set første gang i Harry Potter og Flammernes Pokal, hvor Fru Weasley bruger Accio til at konfisker Fred og Georges tungeslaskerkarameller, falske tryllestave med mere, inden de tager til Verdensmesterskaberne i Quidditch. Senere i bogen bruger Harry Accio besværvelsen til at hidkalde sin Prestissimokost under den første opgave i Trekampsturneringen.
Etymologi: Det latinske ord accio betyder at "hidkalde" eller "tilkalde".

### Aguamenti
Udtale: ah-gwa-MEN-tee (IPA: /a.gwə.'mɛn.ti/)
Beskrivelse: Denne besværgelse kan fremmane vand på to måder: enten ved at fylde en pokal eller lignende eller ved at lade vandet strømme ud fra kasterens tryllestav.
Set/Omtalt: Navnet optræder første gang i Harry Potter og Halvblodsprinsen. Da Harry prøver at få Dumbledore til at drikke vand, for at minske effekten af Voldemorts forfærdelige eliksir.
Etymologi: Kommer af det Portugisiske/Spanske ord agua "vand" og det latinske ord mentio "sige". Agua kan også være kommet af det latinske ord Aqua.

### Alarmbesværgelse
Udtale: ukendt
Beskrivelse: besværgelse der bliver brugt til at alarmere, når nogen gør noget de ikke må.
Set/Omtalt: Den bliver brugt i Harry Potter og De Vises Sten, hvor Harry åbner en bog i den forbudte afdeling på biblioteket,madam Prince kaster den over alle bøgerne i den forbudte afdeling, Dolora Nidkjær bruger den også i Harry Potter og Fønixordenen på låsen foran Harry Potter og Fred og Georg Weasleys koste.
Etymologi: ukendt

### Alohomora
Udtale: Ah-LOW-huh-MORA [ˌælohɒ'mɒɹa]
Beskrivelse: Denne besværgelse kan åbne låste døre og andre låse.
Set/Omtalt: Denne besværgelse bliver brugt løbene igennem bøgerne, og den ses første gang i Harry Potter og De Vises Sten, Hermione bruger den da Hun, Ron og Harry er på flugt fra Filch i de forbudte korridorer på Hogwarts
Etymologi: Fra det Hawaiis ord Aloha, som betyder ”hallo” og ”farvel” og det latinske ord mora ” hindring”
Joanna Rowling har omtalt at ordet kommer fra en Vestafrikansk dialekt, og betyder noget i retningen af "venlig mod tyve" og virker som en hjælp for tyvene.
http://potterlexicon.com/?area=spell&id=5 Arkiveret 9. februar 2022 hos  Wayback Machine

### Anapneo
Udtale: ah-NAHP-nee-oh (IPA: /ə.'næp.ni.əʊ/)
Beskrivelse: Renser målets luftveje, hvis de er blokeret
Set/Omtalt: Den eneste, og første gang i Harry Potter og Halvblodsprinsen, hvor professor Schnobbevom bruger Anapneo til at rense Marcus Belbys luftvej da han har fået et stykke fasan galt i halsen.
Etymologi: Det græske ord betyder, "at ånde"

### Animagusbesværgelse
Udtale: ukendt
Beskrivelse: får den der udfører den, til at blive en Animagus.
Set/Omtalt: først set i Harry Potter og de Vises Sten, hvor Proftesser, McGonagall forvandler sig fra kat til mennesker, både på Ligustervænget, samt i Harrys første time i forvandling, også set i Harry Potter og fangen fra Azkaban, hvor Sirius Black, laver sig om til en Hund og Rita Rivejern benytter sig af denne besværgelse i Harry Potter og Flammernes Pokal.
Etymologi: Anima er afledt af det engelske "Animal" som betyder dyr og "magus" er et gammelt ord for magiker "Animagus" "Dyremagiker"

### Anti-muggle besværgelse (Repello Muggletum)
Udtale: re-pel-lo mug-gle-tum
Beskrivelse: bruges til at holde Mugglere væk fra ting og steder.
Set/Omtalt: først set brugt i Harry Potter og Flammernes Pokal for at skjule verdensmesterskaberne i Quidditch, for mugglerne
Etymologi: Fra engelsk, "to repel", afvise/drive tilbage.

### Anti-snyde besværgelse
Udtale: ukendt
Beskrivelse: forhindrer snyderier i det lokale eller fra den person, som den er blevet kastet over
Set/Omtalt: først set brugt i Harry Potter og De Vises Sten og Harry Potter og Fønixordenen til eksamenerne
Etymologi: ukendt

### Anti-ødelæggelses besværgelse
Udtale: ukendt
Beskrivelse: brugt til at beskytte personlige objekter eller andre ting
Set/Omtalt: ukendt
Etymologi: ukendt

### Antonin Dolohov's forbandelsen
Udtale: ukendt
Beskrivelse: Giver, forfærdelige indre skader på offeret, ingen ydere skader.
Set/Omtalt: først set i Harry Potter og Fønixordenen, hvor Antonin Dolohov kaster denne forbandelse, under kampen i Ministeriet for Magi
Etymologi: ukendt

### Aparecium
Udtale: a-pa-REE-see-um (IPA: /æ.pə'ɹi.si.ʌm/)
Beskrivelse: gøre usynligt blæk synligt
Set/Omtalt: først set i Harry Potter og Hemmelighedernes Kammer, Hermione forsøger at bruge den på Romeo Gådes dagbog, uden effekt.
Etymologi: fra det latinske ord aperio som betyder ”jeg gør synlig, jeg afslører”

### Arania Exemi
Udtale: a-ra-nia EX-e-mi
Beskrivelse: Udsletter Edderkopper
Set/Omtalt: I Harry Potter og Hemmelighedernes Kammer bliver den først brugt af Romeo Gåde Detlev jr. i et tilbageblik. Anden og sidste gang man ser denne besværgelse i hele serien er i den Forbudte Skov mod kæmpe Edderkoppen Aragog og dens hær af edderkopper.
Etymologi: Arania er et andet ord for Araknoid som betyder edderkop og exemi kunne betyde vig bort eller forsvind.

### Avada Kedavra
Se De utilgivelige forbandelser for mere information
Udtale: a-VAH-da ke-DAH-vra (IPA: /ə.'væ.də kə.'dæ.vɹə/) eller A-va-da keh-DAV-ra (IPA: /'æ.və.də kə.'dæ.vɹə/)
Beskrivelse: En af De utilgivelige forbandelser, denne forbandelse skyder en eksplosion af grønt lys ud fra kasterens tryllestav, der samler sig i en stråle, og rammer den sit mål, er offeret død på stedet.
Set/Omtalt: Dette er den forbandelse som dræbte Harrys forældre. i Harry potter og hemmeligheddernes kammer er Lucius Malfoy lige ved at bruge den mod Harry da han har givet en sok til husalfen Dobby, navnet optræder dog først helt i Harry Potter og Flammernes Pokal, da den falske Alastor Dunder, demonstrerer den for sin klasse. Senere i bogen bruges Avada Kedavra også, denne gang af Peter Pettigrew, til at dræbe Cedric Diggory. Samt den forbandelse Bellatrix Lestrange brugte mod sirius black der selvfølgelig døde. Det er også med denne forbandelse, Severus Snape dræber Albus Dumbledore i Harry Potter og Halvblodsprinsen
Etymologi: Avada Kedavra er taget fra den aramæiske frase Avra Kehdabra, hvilket betyder jeg vil skabe mens jeg taler. J. K. Rowling har dog kombineret dette med det latinske Cadavra som betyder døde kroppe eller lig. Disse to skaber kombineret Avada Kedavra, som betyder jeg vil skabe døde kroppe mens jeg taler.

### Avis
Udtale: AH-vis (IPA: /a'vɪs/)
Beskrivelse: Skyder fugle ud af tryllestaven
Set/Omtalt: først set i Harry Potter og Flammernes Pokal da Ollivander tester Viktor Krum's tryllestav
Etymologi: "Avis" kommer fra latin og betyder "fugl".

### Blusbesværgelse
Udtale: ukendt
Beskrivelse: Bliver brugt til at tørre sine gevandter
Set/Omtalt: først set i Harry Potter og Fønixordenen, hvor den bliver brugt af Hermione til at tørre sine gevandter
Etymologi: ukendt

### Skeleforhekselse
Udtale: ukendt
Beskrivelse: blænder offeret, så dette ikke kan se
Set/Omtalt: først set i Harry Potter og Flammernes Pokal, hvor Viktor Krum bruger den mod sin drage i Den Første Udfordring i Trekampstuneringen.
Etymologi: ukendt

### Blævrebensforhekselsen
Udtale: ukendt
Beskrivelse:får offerets ben til at blævre som gelé.
Set/Omtalt: hører om at den bliver brugt af Hermione Granger i Harry Potter og Flammernes Pokal
Etymologi: ukendt

### Boblehovedbesværgelse
Udtale: ukendt
Beskrivelse: Skaber en boble med luft indeni rundt om hovedet på personen
Set/Omtalt: Fleur Delacour og Cedric Diggory bruger den til under Trekamspturneringens anden opgave i Harry Potter og Flammernes Pokal
Etymologi: ukendt

### Bombardioforbandelsen
Udtale: Bom-Bar-Di-O
Beskrivelse: sprænge store, solide genstande af vejen
Set/Omtalt: Harry bruger Bombardio i Harry Potter og Flammernes Pokal. Ginny bruger Bombardio i Harry Potter og Fønixordenen.
Etymologi: Fra "to bombard"/"at bombardere"

### Bombardaforbandelsen
Udtale: Bom-Bar-Da
Beskrivelse: sprænge store, solide genstande af vejen
Set/Omtalt: Dolora Nidkjær bruger Bombarda maksimeret med maxima i Harry Potter og Fønixordenen til at afsløre DA-medlemmerne i 'Fornødenhedsrummet'.
Etymologi: Se ovenover

### Bremsebesværgelse
Udtale: ukendt
Beskrivelse: den bliver brugt til kosten Prestissimo og andre magiske transportmidler
Set/Omtalt: ukendt
Etymologi: ukendt

### Bumsebesværgelse
Udtale: ukendt
Beskrivelse: får bumser til at forsvinde
Set/Omtalt: først set i Harry Potter og Flammernes Pokal, hvor Eloise Midgen forsøger, at trylle sine bumser væk
Etymologi: ukendt

### Bøhmandsforbandelse
Udtale: ukendt
Beskrivelse: Den præcise effekt kendes ikke
Set/Omtalt: Ron Weasley truer Neville Longbottom og Hermione Granger med at lære, og bruge den på dem begge i Harry Potter og De Vises Sten
Etymologi: ukendt

### Cave Inimicum
Udtale: ukendt
Beskrivelse: En besværgelse, der beskytter imod fjender.
Set/Omtalt: Hermione bruger den mens hun, Harry og Ron er på flugt i Harry Potter og Dødsregalierne
Etymologi: Kommer af latin caveo, som betyder "passer på, tager mig iagt" og inimicus, der betyder fjende.

### Colloportus
Udtale: Kull-low-POR-tus
Beskrivelse: Låser en dør med magi, så det ikke er muligt for Mugglere at trænge ind, kan kun brydes ved brug af Alohomorabesværgelsen
Set/Omtalt: Først set i Harry Potter og Fønixordenen kastet af Hermione i Mysteriedepartementet bliver også brugt af Dolora Nidkjær for at holde Harry georg og freds koste inde
Etymologi: Stammer fra det græske ord Kallao, som betyder "At være tæt knyttet" og det latinske ord porta, som betyder "Port"

### Confringo (Eksplosionsbesværgelse)
Udtale: Kon-FREEN-go
Beskrivelse: Alt hvad besværgelsen krydser på sin vej vil eksplodere i flammer
Set/Omtalt: Kun set i Harry Potter og Dødsregalierne hvor Harry Potter bruger den til at ødelægge sidevognen i Hagrids flyvende motorcykel.
Etymologi: det latinske ord for Confringo er "At Ødelægge, Smadre, Slå i tusind stykker"

### Confundo (Forvirringsbesværgelse)
Udtale: Kon-FUN-doh
Beskrivelse: Forvirrer offeret og gør det fortumlet. Nok til at offeret vil udføre simple ordrer, besværgelsen er dog ikke så stærk som Imperius Forbandelsen
Set/Omtalt: Gennem serien blev der talt en del om besværgelsen, men blev først set i brug i Harry Potter og Dødsregalierne de Harry brugte Confundo til at forvirre vagterne så de kunne bryde ind i Grinngotts Banken
Etymologi: Det latinske ord for Confundo er "At forvirre, at lave Uorden"

### Conjunctivitus-forbandelsen
Udtale: Kon-jung-TI-vi-tus
Beskrivelse: En forbandelse der forårsager stor smerte i øjnene der gør det umuligt at se
Set/Omtalt: Forslag fra Sirius Black som en besværgelse mod dragen i den første runde i Den Magiske Trekampsturnering, blev brugt af Victor Krums Kamp imod sin drage
Etymologi: Conjunctivitus er den del af øjet hvor man er mest følsom. Den del af øjet hvor vi kan mærke hvis et sandkorn sætter sig fast

### Incarcerus
Udtale: ing-KAR-sər-əs
Beskrivelse: Binder nogen eller noget med reb.
Set/Omtalt: I Harry Potter og Fønixordenen bruger Nidkær denne besværgelse på Kentaueren Magorian, hvilket får resten af Kentauerne til at angribe hende.
Etymologi: det engelsk "incarcerate" betyder "at fængsle" eller "at begrænse" og ”carcer” fra latin, betyder "fængsel"

### Incendio
Udtale: in-SEN-dee-oh
Beskrivelse: Producerer ild. Flammer flyver ud af tryllestaven
Set/Omtalt: først set i Harry Potter og De Vises Sten, Hagrid bruger denne besværgelse til at tænde ild i kaminen i hytten. I Harry Potter og Halvblodsprinsen bliver denne besværgelse anvendes flere gange i kamp, for eksempel da Hagrids hytte bliver omsluttet af flammer.
Etymologi: det latinske ord "incendo" betyder "at brænde, at sætte ild".

Wingardium leviosa er en svæve-besværgelse, fra J.K. Rowlings magiske Harry Potter-univers. Besværgelsen fremgår for første gang i bog nr. 1.

## Fodnoter
1. ↑  "FAQ jkrowling.com" (engelsk). Arkiveret fra originalen 8. februar 2012. Hentet 2007-07-19.
2. ↑  :. Diagon Alley .:. create your Own Stories
3. ↑  "J.K. Rowling Web Chat Transcript". Arkiveret fra originalen 21. februar 2008. Hentet 20. juli 2009.